# Ceylonshama
Ceylonshama (Copsychus leggei) är en fågel i familjen flugsnappare inom ordningen tättingar.

## Utseende och läte
Ceylonshama är en trastliknande fågel med en lång och avsmalnad stjärt. Hanen är glansigt svart ovan och orange under. Honan liknar hanen men är ljusare. Ungfågeln är rödbrun med rostfärgade vingband. Den ljudliga och vibrerande sången varierar kraftigt, ofta med inslag av högljudda visslingar, rullande drillar och flöjtliknande toner.

## Utbredning och systematik
Fågeln är endemisk för Sri Lanka. Den behandlas som monotypisk, det vill säga att den inte delas in i några underarter. Arten kategoriserades tidigare som underart till vitgumpad shama men urkildes 2024 som egen art efter studier.

### Släktestillhörighet
Ceylonshama och dess släktingar placeras traditionellt i släktet Copsychus. Flera genetiska studier visar dock att indisk shama (Saxicoloides fulicatus, tidigare kallad indisk näktergal) och roststjärtad shama (Trichixos pyrropygus) är inbäddade i släktet. De flesta taxonomiska auktoriteter inkluderar därför även dem i Copsychus. 

### Familjetillhörighet
Shamor med släktingar ansågs fram tills nyligen liksom bland andra stenskvättor, stentrastar och buskskvättor vara små trastar. DNA-studier visar dock att de är marklevande flugsnappare (Muscicapidae) och förs därför numera till den familjen.

## Levnadssätt
Ceylonshama bebor täta skogar i låglänta områden och kullar, men även skogsbryn, igenväxta frukträdgårdar och plantage. Den kan vara svår att få syn på.

## Status och hot
IUCN erkänner ännu inte ceylonshaman som egen art, varför dess hotstatus inte bedömts.